# ボロジミル・サボダン
ボロジミル・サボダン（Volodymyr Sabodan、Виктор Маркианович Сабодан、Віктор Маркіянович Сабодан、1935年11月23日 - 2014年7月5日）はウクライナの聖職者、モスクワ総主教庁系のウクライナ正教会首座主教。